# Bembecia ichneumoniformis
Bembecia ichneumoniformis (tên tiếng Anh: Six-belted Clearwing) là một loài bướm đêm thuộc họ Sesiidae. Nó được tìm thấy ở hầu hết châu Âu và Tiểu Á, vùng Kavkaz, miền bắc Iran và Cận Đông.
Sải cánh dài 15–21 mm. Con trưởng thành bay từ tháng 6 đến tháng 8 ở miền tây Âu. Là một loài bay ngày.

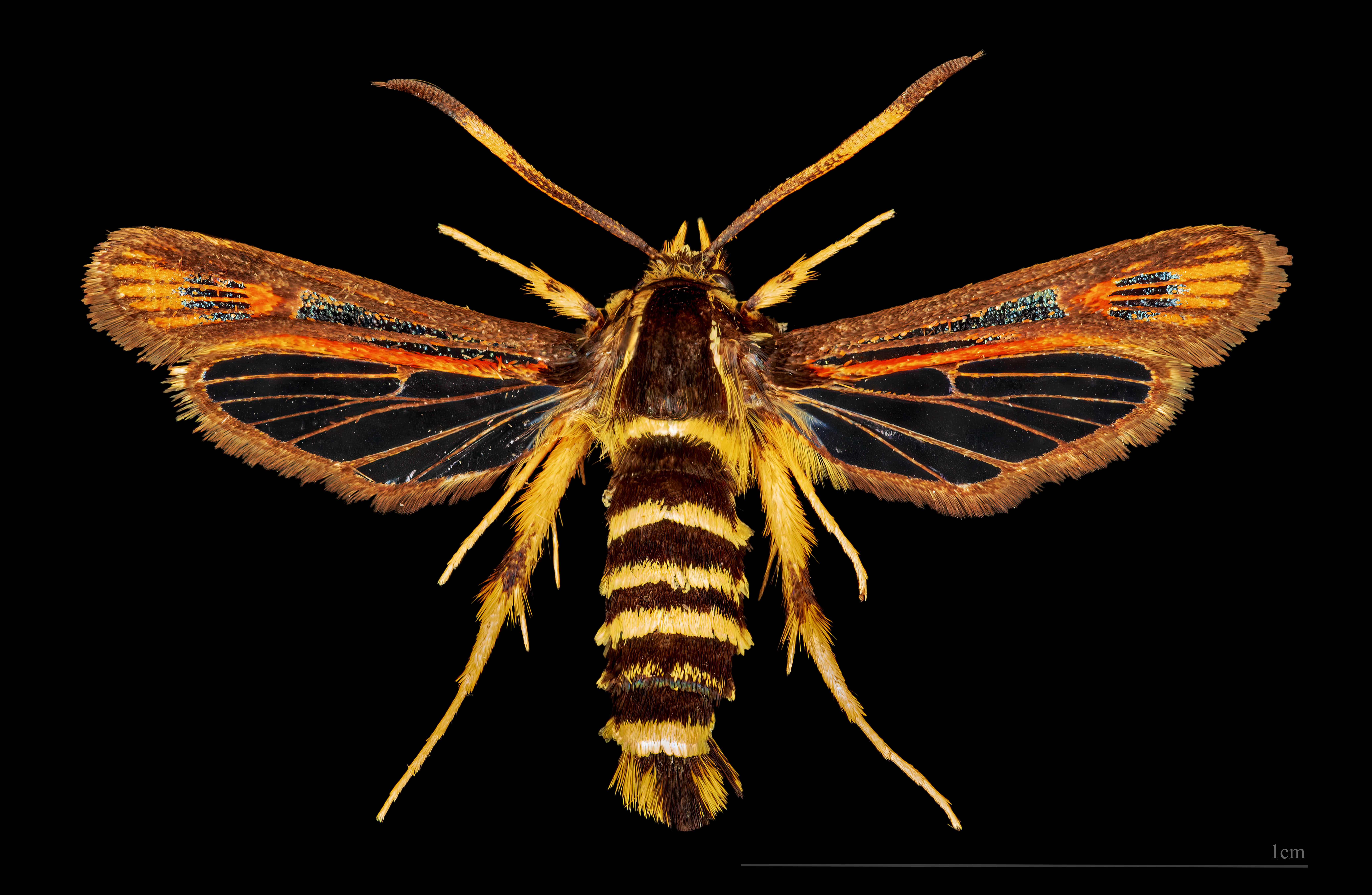
♂
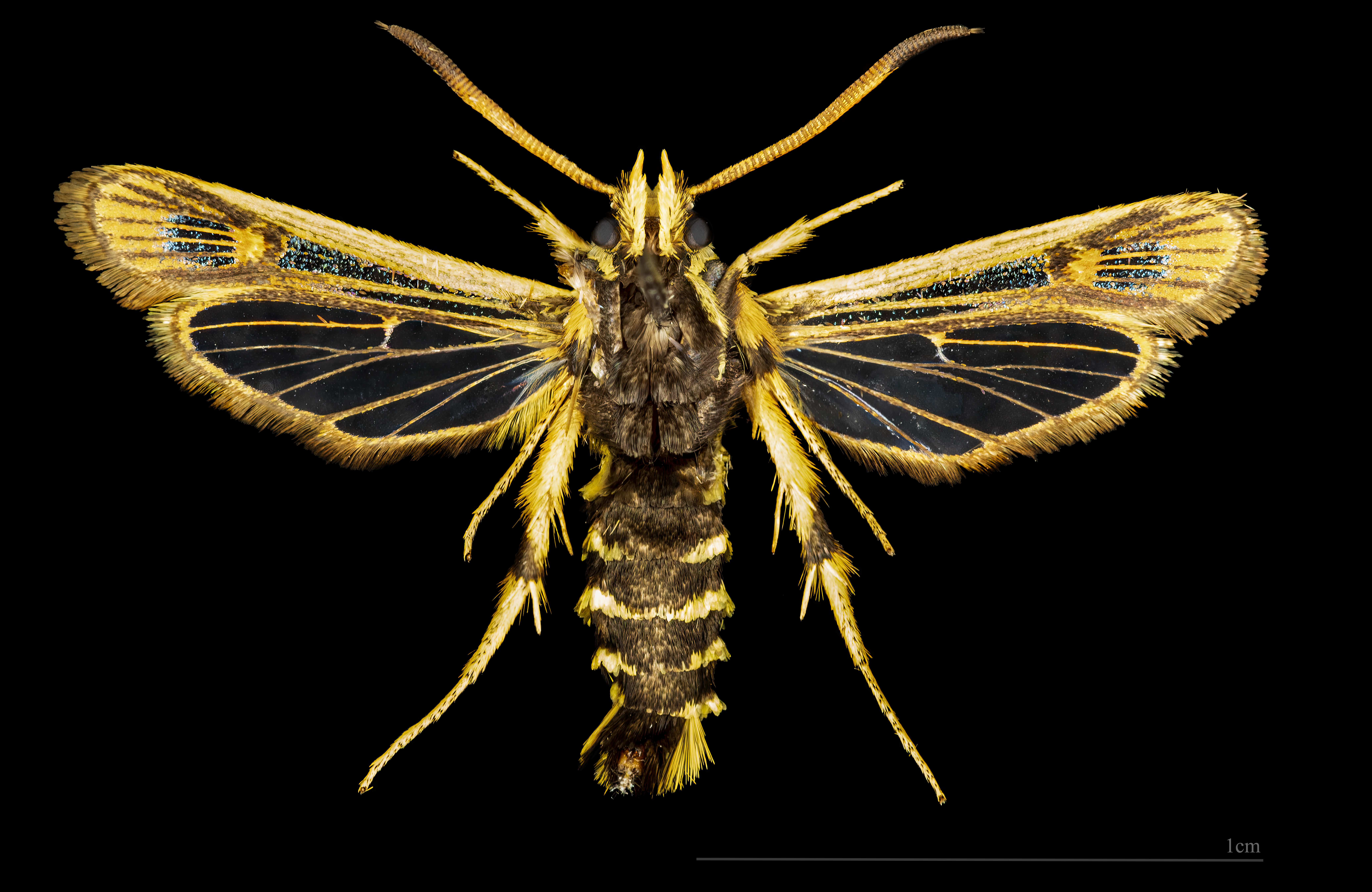
♂ △

Ấu trùng ăn rễ của các loài Lotus và Anthyllis vulneraria. Các loại thực vật làm thức ăn được ghi chép lại bao gồm Lotus corniculatus, Ononis spinosa, Dorycnium pentaphyllum, Dorycnium germanicum, Dorycnium herbaceum, Dorycnium hirsutum, Medicago, Hippocrepis comosa, Lupinus polyphyllus, Tetragonolobus maritimus và Lathyrus pratensis.

## Hình ảnh

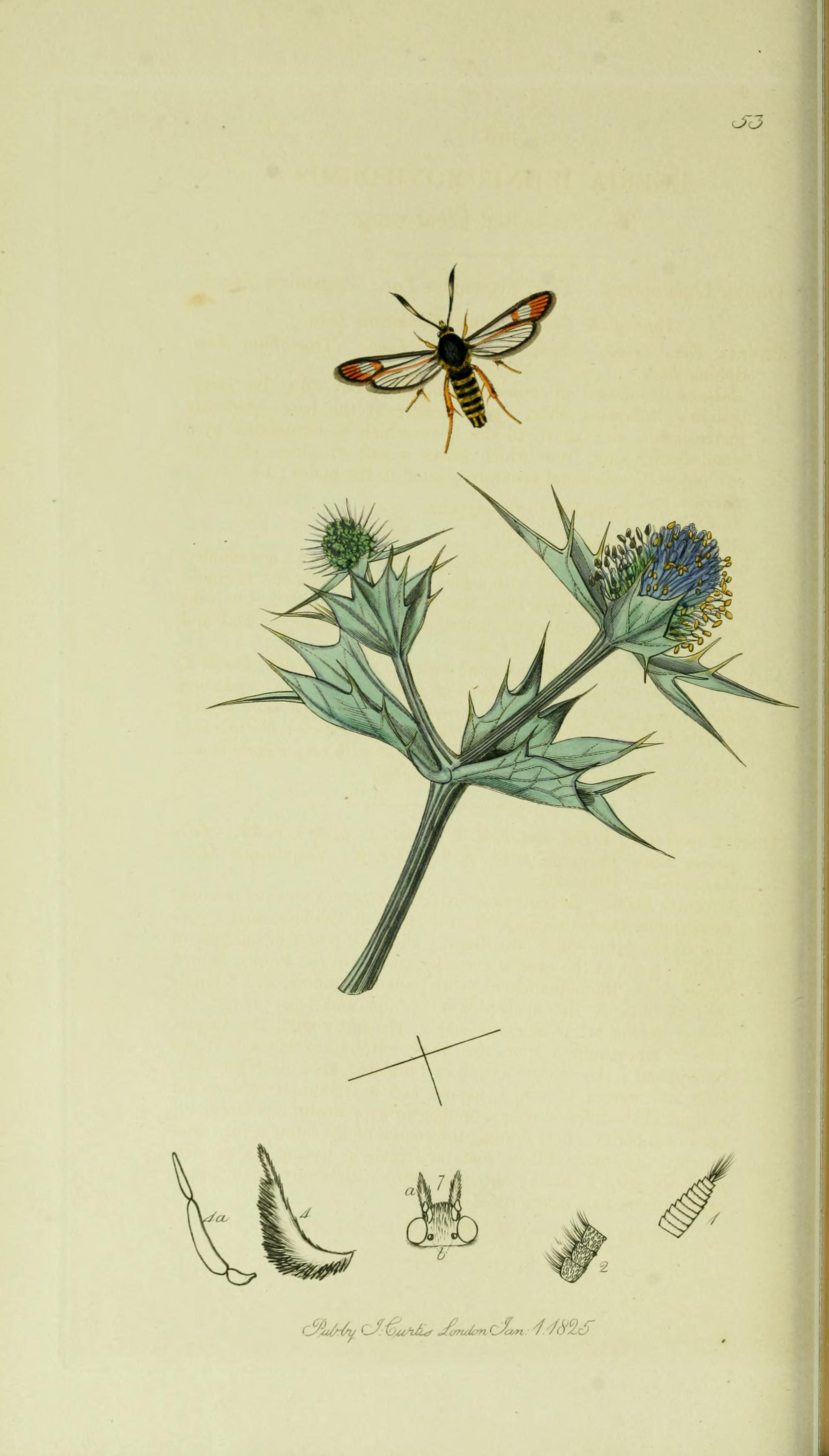
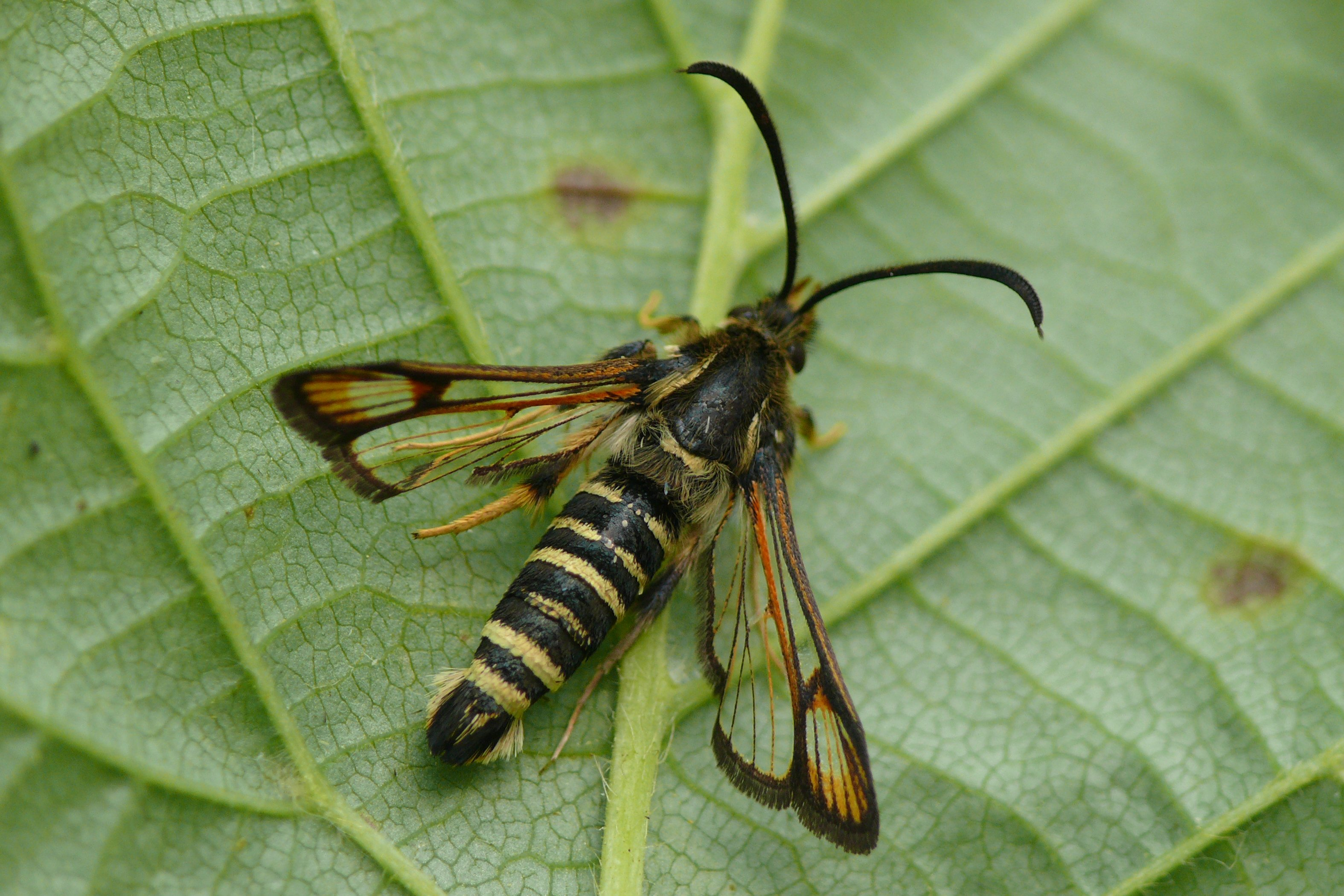
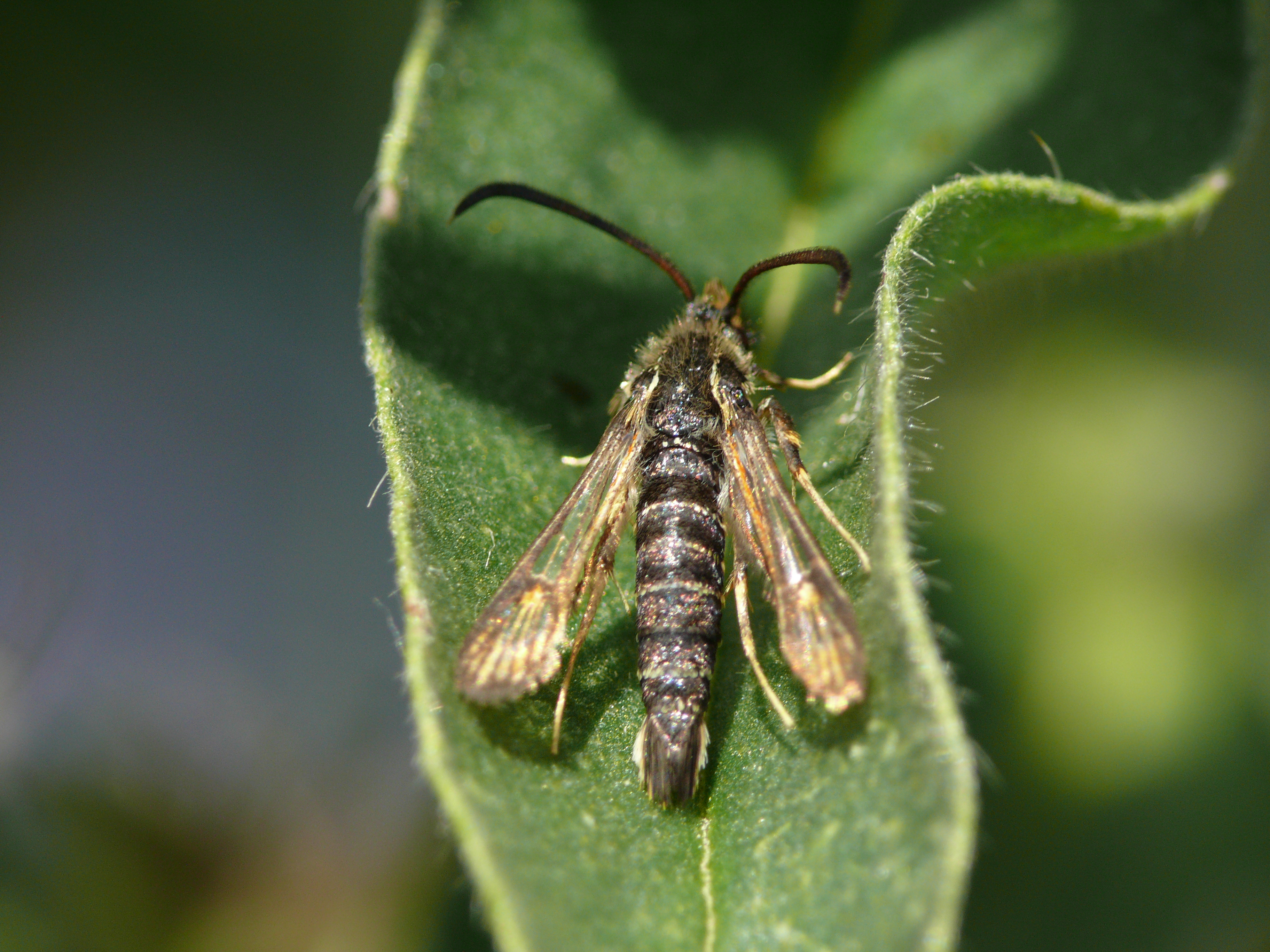
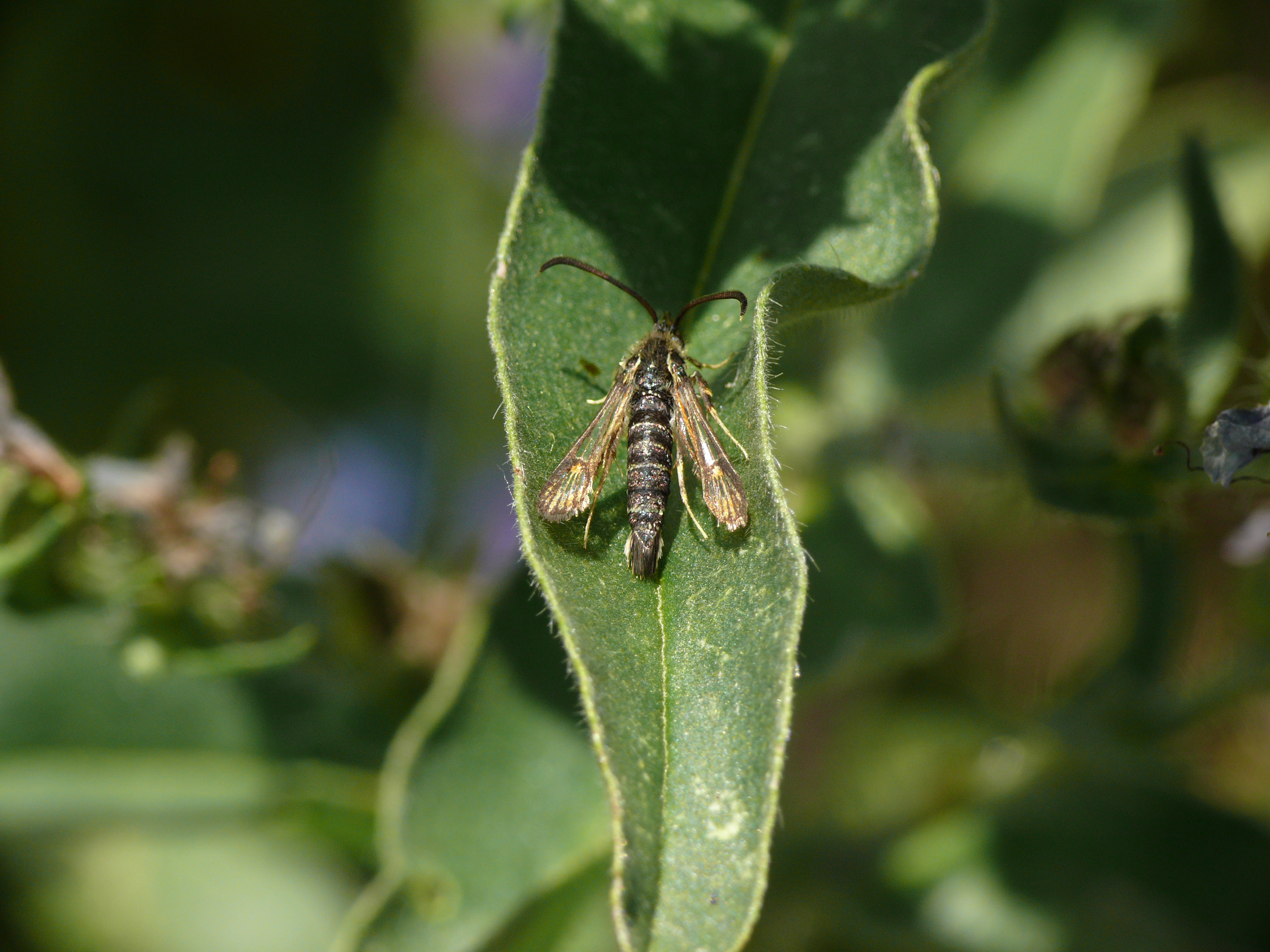